# Pálmajor (Szerbia)
Pálmajor (szerbül Банатско Карађорђево / Banatsko Karađorđevo) falu Szerbiában, a Vajdaságban, a Közép-bánsági körzetben, Bégaszentgyörgy községben.

## Fekvése
Nagybecskerektől északkeletre, Nagykikindától délkeletre, Torontáltorda, Magyarcsernye, Tamásfalva és Csősztelek közt fekvő település.

## Története
Pálmajor az eredeti majorsági központ helyére 1921-ben épült telepes falu. Eredeti lakosainak nagy része a szerb hadsereg leszerelt katonája volt. A trianoni területnyeresége folytán a Szerb–Horvát–Szlovén Királyság (későbbi Jugoszlávia) elszerbesítő politikát folytatott a vegyes nemzetiségű bánsági területeken. A magyar és német többségű falvak közé szerb falvakat telepítettek, mint amilyenek Pálmajor, Leónamajor vagy Bozitópuszta.

## Népesség

### Demográfiai változások
| 1948 | 1953 | 1961 | 1971 | 1981 | 1991 | 2002 | 2011 |
| ---- | ---- | ---- | ---- | ---- | ---- | ---- | ---- |
| 4382 | 4370 | 3852 | 3353 | 2855 | 2575 | 2508 | 2091 |